# Бюттнер, Александер
Алекса́ндер Бю́ттнер (нидерл. Alexander Büttner, нидерландское произношение: [ɑlɛˈksɑndər ˈbʏtnər]; род. 11 февраля 1989, Дутинхем) — нидерландский футболист, защитник клуба «Витесс».

## Клубная карьера

### «Витесс»
Александер Бюттнер впервые появился на поле в составе первой команды «Витесса» 15 марта 2008 года в гостевом матче против «Твенте». Выйдя на замену на 6-й минуте, Бюттнер был удалён с поля за две жёлтые карточки. Несмотря на неудачный дебют, начиная со следующего сезона 2008/09 Бюттнер стал одним из основных футболистов команды.
В мае 2011 года продлил контракт с «Витессом» ещё на два года. В июле 2012 года «Витесс» договорился с английским клубом «Саутгемптон» о переходе полузащитника в стан «святых». 9 июля было объявлено, что переход может не состояться, так как неназванная «третья сторона», которой также принадлежит часть прав на футболиста, потребовала определённые проценты за переход. Позже агент Бюттнера заявил, что его клиент намерен обратиться в арбитраж. 19 августа нидерландские СМИ объявили о возможном переходе Бюттнера в английский «Манчестер Юнайтед».

### «Манчестер Юнайтед»
21 августа Бюттнер перешёл в «Манчестер Юнайтед», подписав с клубом пятилетний контракт. Его официальный дебют за клуб состоялся 15 сентября 2012 года, когда он вышел в стартовом составе в матче четвёртого тура Премьер-лиги против «Уигана»; в этом же матче Бюттнер отметился забитым мячом и голевой передачей.

### «Динамо»
28 июня 2014 года было официально подтверждено, что Бюттнер перешёл в московское «Динамо». Сумма трансфера составила 4,4 млн фунтов, но могла вырасти до 5,6 млн фунтов в зависимости от результатов выступлений игрока. Дебютировал в составе «Динамо» 31 июля в матче Лиги Европы против «Хапоэля» из Кирьят-Шмоны, закончившемся со счётом 1:1. 21 августа забил свой первый гол за «Динамо», сравняв счёт в матче Лиги Европы с «Омонией».
В декабре 2016 года расторг контракт с клубом, игравшим в первенстве ФНЛ.

### «Андерлехт»
1 февраля 2016 года Бюттнер перешёл в бельгийский «Андерлехт» на правах аренды (с правом выкупа). Вскоре клуб проявил заинтересованность в выкупе контракта, однако не воспользовался этим правом.

### Возвращение в «Витесс»
16 января 2017 года Бюттнер вернулся в «Витесс», подписав 2,5-летний контракт.

### «Нью-Инглэнд Революшн»
1 ноября 2019 года Бюттнер подписал контракт с клубом MLS «Нью-Инглэнд Революшн». В североамериканской лиге дебютировал 9 июля 2020 года в матче стартового тура Турнира MLS is Back против «Монреаль Импакт». 20 января 2021 года Бюттнер расторг контракт с «Нью-Инглэнд Революшн» по взаимному согласию сторон.

### «Валвейк»
12 июля 2021 года Бюттнер присоединился к «Валвейку», подписав контракт на один сезон.

## Карьера в сборной
В 2008 году Бюттнер провёл один матч за юношескую сборную Нидерландов (до 19 лет) и был вызван в молодёжную команду, за которую сыграл в 8 играх.
7 мая 2012 года Берт ван Марвейк включил Бюттнера в расширенный список кандидатов на поездку на чемпионат Европы-2012 в составе сборной Нидерландов.

## Достижения
«Манчестер Юнайтед»
- Чемпион Премьер-лиги: 2012/2013

«Витесс»
- Обладатель Кубка Нидерландов: 2016/17

## Клубная статистика
| Выступление          | Выступление      | Выступление      | Лига | Лига | Кубок страны | Кубок страны | Кубок лиги | Кубок лиги | Еврокубки | Еврокубки | Прочие | Прочие | Итого | Итого |
| Клуб                 | Лига             | Сезон            | Игры | Голы | Игры         | Голы         | Игры       | Голы       | Игры      | Голы      | Игры   | Голы   | Игры  | Голы  |
| -------------------- | ---------------- | ---------------- | ---- | ---- | ------------ | ------------ | ---------- | ---------- | --------- | --------- | ------ | ------ | ----- | ----- |
| Витесс               | Эредивизи        | 2007/08          | 1    | 0    | 0            | 0            | —          | —          | —         | —         | —      | —      | 1     | 0     |
| Витесс               | Эредивизи        | 2008/09          | 23   | 3    | 2            | 0            | —          | —          | —         | —         | —      | —      | 25    | 3     |
| Витесс               | Эредивизи        | 2009/10          | 27   | 2    | 2            | 0            | —          | —          | —         | —         | —      | —      | 29    | 2     |
| Витесс               | Эредивизи        | 2010/11          | 24   | 0    | 1            | 0            | —          | —          | —         | —         | —      | —      | 25    | 0     |
| Витесс               | Эредивизи        | 2011/12          | 32   | 5    | 4            | 0            | —          | —          | —         | —         | 3      | 0      | 39    | 5     |
| Витесс               | Итого            | Итого            | 107  | 10   | 9            | 0            | —          | —          | —         | —         | 3      | 0      | 119   | 10    |
| Манчестер Юнайтед    | Премьер-лига     | 2012/13          | 5    | 2    | 3            | 0            | 2          | 0          | 3         | 0         | —      | —      | 13    | 2     |
| Манчестер Юнайтед    | Премьер-лига     | 2013/14          | 8    | 0    | 1            | 0            | 3          | 0          | 3         | 0         | —      | —      | 15    | 0     |
| Манчестер Юнайтед    | Итого            | Итого            | 13   | 2    | 4            | 0            | 5          | 0          | 6         | 0         | —      | —      | 28    | 2     |
| Динамо (Москва)      | Премьер-лига     | 2014/15          | 19   | 0    | 0            | 0            | —          | —          | 12        | 1         | —      | —      | 31    | 1     |
| Динамо (Москва)      | Премьер-лига     | 2015/16          | 1    | 0    | —            | —            | —          | —          | —         | —         | —      | —      | 1     | 0     |
| Динамо (Москва)      | Первенство ФНЛ   | 2016/17          | 4    | 0    | 1            | 0            | —          | —          | —         | —         | —      | —      | 5     | 0     |
| Динамо (Москва)      | Итого            | Итого            | 24   | 0    | 1            | 0            | —          | —          | 12        | 1         | —      | —      | 37    | 1     |
| Андерлехт            | Жюпилер-лига     | 2015/16          | 14   | 1    | —            | —            | —          | —          | 2         | 0         | —      | —      | 16    | 1     |
| Андерлехт            | Итого            | Итого            | 14   | 1    | —            | —            | —          | —          | 2         | 0         | —      | —      | 16    | 1     |
| Витесс               | Эредивизи        | 2016/17          | 10   | 0    | 1            | 0            | —          | —          | —         | —         | —      | —      | 11    | 0     |
| Витесс               | Эредивизи        | 2017/18          | 18   | 0    | 1            | 0            | 1          | 1          | 4         | 0         | 4      | 0      | 28    | 1     |
| Витесс               | Эредивизи        | 2018/19          | 28   | 2    | 2            | 0            | —          | —          | 4         | 0         | 4      | 0      | 38    | 2     |
| Витесс               | Итого            | Итого            | 56   | 2    | 4            | 0            | 1          | 1          | 8         | 0         | 8      | 0      | 77    | 3     |
| Нью-Инглэнд Революшн | MLS              | 2020             | 17   | 0    | —            | —            | —          | —          | —         | —         | 1      | 0      | 18    | 0     |
| Нью-Инглэнд Революшн | Итого            | Итого            | 17   | 0    | —            | —            | —          | —          | —         | —         | 1      | 0      | 18    | 0     |
| Валвейк              | Эредивизи        | 2021/22          | 26   | 3    | 1            | 0            | —          | —          | —         | —         | —      | —      | 27    | 3     |
| Валвейк              | Итого            | Итого            | 26   | 3    | 1            | 0            | —          | —          | —         | —         | —      | —      | 27    | 3     |
| Де Графсхап          | Эрстедивизи      | 2022/23          | 35   | 4    | 2            | 0            | —          | —          | —         | —         | —      | —      | 37    | 4     |
| Де Графсхап          | Эрстедивизи      | 2023/24          | 30   | 1    | 0            | 0            | —          | —          | —         | —         | 2      | 1      | 32    | 2     |
| Де Графсхап          | Итого            | Итого            | 65   | 5    | 2            | 0            | —          | —          | —         | —         | 2      | 1      | 69    | 6     |
| Витесс               | Эрстедивизи      | 2024/25          | 28   | 8    | 0            | 0            | —          | —          | —         | —         | —      | —      | 28    | 8     |
| Витесс               | Итого            | Итого            | 28   | 8    | 0            | 0            | —          | —          | —         | —         | —      | —      | 28    | 8     |
| Всего за карьеру     | Всего за карьеру | Всего за карьеру | 350  | 31   | 21           | 0            | 6          | 1          | 28        | 1         | 14     | 1      | 419   | 34    |